# درازان (بالا خيابان ليتكوة)
درازان (بالفارسية: درازان) هي قرية تقع في إيران في قسم بالا خیابان لیتکوة الريفي. يقدر عدد سكانها بـ 1,211 نسمة .